# Kultuk
Kultuk (rus: Култу́к) és un possiólok de l'óblast d'Irkutsk, a Rússia. Es troba a l'extrem occidental del llac Baikal, a 77 km al sud-oest d'Irkutsk. Fundada el 1647, fou el primer establiment rus en aquesta regió.